# Eric Voegelin
Eric Voegelin, né le 3 janvier 1901 à Cologne en Empire allemand et mort le 19 janvier 1985 à Stanford, est un philosophe américain d'origine autrichienne, spécialiste de philosophie politique.

## Biographie
Né en 1901 à Cologne d'un père allemand luthérien et d'une mère viennoise catholique, il est baptisé luthérien et sera également inhumé selon le rite luthérien. Eric Voegelin mène des études de droit et de sociologie à l'Université de Vienne (Autriche), y fait sa thèse sous la direction de Hans Kelsen et de Othmar Spann, puis enseigne le droit public et la sociologie dans cette même ville. Il participe un temps aux séminaires privés de Ludwig von Mises. Ses premières publications, sur le rapport entre l'État et la politique raciale en Allemagne, lui valent des critiques de certains nationaux-socialistes (il est inquiété pour son livre Rasse und Staat, paru en 1933). Voegelin soutient alors le régime autoritaire et nationaliste du Front patriotique (Autriche). 
Après l'Anschluss, il se voit interdit d'enseignement par le nouveau pouvoir national-socialiste. Il s'exile en 1938 aux États-Unis où il enseigne dans différentes universités avant d'obtenir un poste à l'université d'État de Louisiane à Bâton-Rouge.
Après la Seconde Guerre mondiale, il est invité à restaurer le département de science politique de Munich. Il y prononce, en 1958, sa conférence « Science, Politique et Gnose » (Wissenschaft, Politik und Gnosis) dans laquelle il met en cause ce qu'il appelle les « idéologies », nommément les philosophies idéalistes de Hegel et de Marx, comme responsables des dérives politiques modernes. Naturalisé américain en 1944, Voegelin retourne aux États-Unis en 1969, où il occupe un poste à la Hoover Institution de l'université Stanford pendant cinq ans. C'est à Stanford que Voegelin meurt et est inhumé.

## Orientation philosophique
Assez peu connu en France en dehors de quelques universitaires spécialisés, Voegelin y fait l'objet d'une attention particulière à l'extrême fin du XXe siècle. Ses ouvrages sont peu à peu traduits. Mais de son œuvre monumentale en cinq volumes, Order and History, seuls le premier et le troisième tomes sont disponibles en français.
La thèse principale de Voegelin est que la modernité s'enracine dans la tentative politique violente de faire descendre le paradis sur terre et de faire de l'accès aux moyens du bonheur ici-bas la fin ultime de toute politique. L'homme est d'une manière permanente pris entre deux pôles ce qu'il définit par metaxu. Cette immanentisation du réel et de la vie spirituelle est à l'origine de ce que l'Europe va connaître en matière de mouvements sociaux révolutionnaires, mouvements dont le caractère est la fermeture à l'Autre, à l'Altérité, et l'oubli des fondements de la vie politique.
Voegelin va chercher chez Joachim de Flore (1130-1202) les sources de ce qu'il nomme la « Gnose » (qu'il ne faut pas confondre avec l'ancienne gnose de l'Antiquité, qui prend racine dans les courants hermétiques du néo-platonisme auxquels ressortit la gnose moderne d'après Voegelin). Ce terme désigne les idéologies politiques traduites en religions séculières, qui vont culminer dans ce que Voegelin dénonce chez Hegel, c'est-à-dire la « révolte égophanique ». La Gnose se transforme en philosophie de l'histoire et atteint son point culminant avec le savoir absolu hégélien et l'idée que l'homme est devenu Dieu. L'homme perd contact avec la réalité et, pour détourner une formule aristotélicienne, « s'enfuit dans les mots » : la crise de la modernité est une crise des idées, mais c'est surtout une crise du langage (idée que l'on trouve chez Nietzsche).
Pour autant, le diagnostic de Voegelin sur la « modernité » du monde, s'articule sur une généalogie des sources du positivisme d'un Auguste Comte, de la révolte spirituelle de Hegel contre Dieu et de l'idéologie révolutionnaire de Karl Marx ; l'un et l'autre prendraient leurs sources dans la sécularisation de thématiques chrétiennes pour se retourner en idéologies anti-chrétiennes, telles que finalement elles apparaissent par exemple dans le communisme, le national-socialisme et d'autres formes de totalitarisme.
Certains travaux récents, parfois controversés, ont cherché à montrer la pertinence de ses analyses pour comprendre les différentes formes de retour du religieux dans le monde contemporain. Barry Cooper et Renaud Fabbri, entre autres, ont proposé d’analyser le phénomène de l’islamisme politique à la lumière de la catégorie de « religion politique », que Voegelin avait utilisée pour comprendre les totalitarismes, en particulier le national-socialisme, avant de la rejeter dans son œuvre tardive.

### Voegelin et ses contemporains
On pourrait penser [réf. nécessaire] qu'il y a une communauté d'intérêts intellectuels entre la pensée d'Eric Voegelin et celle de Leo Strauss, concernant en tout cas le diagnostic d'une « crise » de la modernité, sinon ses causes et son interprétation. Les deux penseurs (tous deux émigrés aux États-Unis) ont eu une correspondance sur leur travail respectif, récemment éditée des deux côtés de l'Atlantique. Bien que la thématique de la crise de la modernité leur soit commune, l'arrière-plan intellectuel des deux hommes est assez différent pour justifier des désaccords ou, à tout le moins, des appréciations différentes du même phénomène. Par ailleurs, cette thématique peut avoir des approches bien différentes, et l'on citera en exemple Hans Blumenberg, dont l'œuvre majeure, la Légitimité des Temps modernes, apporte des éléments de discussion, notamment contre la thématique de la sécularisation qu'il lie au philosophe allemand Karl Löwith, également proche de Strauss et de Voegelin, qui en 1949 avait publié "Meaning in History", traduit en français par Histoire et Salut (Paris, Gallimard, 2002).
On peut aussi insister sur les « styles » très différents de Strauss et de Voegelin. Celui de Strauss est souvent allusif, prudent bien qu'incisif, sinueux et déroutant, tandis que le style de Voegelin est plus entier, voire violent. Voegelin reconnaît bien volontiers que les idées développées dans un de ses ouvrages ne sont plus entièrement celles qu'il adopte au moment de la publication de tel autre. Rien de tel chez Strauss qui, de ce point de vue, apparaît plus constant, même si sa pensée subira des inflexions au fil des publications. Les deux hommes, comme souvent pour cette génération, ont en commun une profonde érudition, à l'instar d'un ami avec qui Strauss avait collaboré, Shlomo Pinès : Voegelin, comme Strauss, lisait couramment dans les principales langues européennes et anciennes (latin et grec, hébreu, arabe classique). Voegelin avait également appris le chinois. [réf. nécessaire]

## Œuvres
- Rasse und Staat, 1933 ; trad. fr. par Sylvie Courtine-Denamy,  Race et État, précédé de Pierre-André Taguieff, Eric Voegelin, 1933 : un philosophe face à l'idée de race et au racisme, Paris, Vrin, 2007.
- Der autoritäre Staat, 1936.
- Die politischen Religionen, 1938 ; trad. fr. et préf. par Jacob Schmutz, Les Religions politiques, Paris, Le Cerf, 1994.
- Hitler and the Germans, 1951 ; trad. fr. par Mira Köller et Dominique Séglard, préf. de Tilo Schabert, Hitler et les Allemands, Paris, Le Seuil, coll. "Traces écrites", 2003.
- The New Science of Politics, 1952 ; trad. fr. et préface par Sylvie Courtine-Denamy, La Nouvelle Science du politique, Paris, Le Seuil, 2000.
- Order and History, 1956-1987, 5 volumes :
  - Volume 1: Israel and Revelation, 1956
trad. fr. par Sylvie Courtine-Denamy, Paris, Le Cerf, coll. "La nuit surveillée", 2012. Notice de l'éditeur ;
  - Volume 2: The World of the Polis, 1957 ;
  - Volume 3: Plato and Aristotle, 1957, trad. fr. par Thierry Gontier, Paris, Le Cerf, coll. "La nuit surveillée", 2015 ;
  - Volume 4: The Ecumenic Age, 1974 ;
  - Volume 5: In Search of Order, 1987.
- Wissenschaft, Politik und Gnosis, 1959 ; trad. fr. par Marc de Launay, Science, Politique et Gnose, Paris, Bayard, 2003.
- Anamnesis. Zur Theorie der Geschichte und Politik, 1966.
- From Enlightenment to Revolution, éd. John Hallowell, Durham, Duke University Press, 1975.
- Autobiographical Reflections, 1989 ; trad. fr. et préf. par Sylvie Courtine-Denamy, Réflexions autobiographiques, Paris, Bayard, 2003.
- History of Political Ideas, 8 volumes, 1997-1999 (volumes 19 à 26 des Collected Works).